# Gorka Villar
Gorka Villar Bollaín, más conocido como Gorka Villar o Dr. Gorka Villar en los países sudamericanos (Bilbao, 21 de septiembre de 1975), es un empresario y abogado especializado en derecho del trabajo y derecho del deporte. Asesor legal de diferentes organizaciones deportivas relacionadas con el fútbol y exasesor y ex director general de la Confederación Sudamericana de Fútbol (Conmebol). Fue detenido, en julio de 2017, en el caso de corrupción conocido como Operación Soule y está en libertad bajo fianza de 150.000 euros.
Gorka Villar también es conocido por ser hijo del expresidente de la Real Federación Española de Fútbol (RFEF), Ángel María Villar, que también está en libertad bajo fianza de 300.000 euros como principal acusado en el mismo caso de corrupción.

## Trayectoria
Gorka Villar nunca ha ocupado ningún cargo en la RFEF, pero su carrera como abogado y empresario se ha desarrollado siempre con la ayuda y protección de su progenitor que, desde sus cargos en la RFEF y la FIFA, ha facilitado que su hijo accediera a cargos importantes en la Conmebol o que la empresa de su hijo, Sport Advisers, obtuviera importantes beneficios. Gorka Villar fue el director de la campaña electoral de su padre, Ángel María Villar, en la última reelección a la presidencia de la RFEF.

### Sport Advisers
En 2010, Gorka Villar fundó Sport Advisers, empresa especializada en consultoría y asesoramiento jurídico en el ámbito deportivo internacional. Tiene su sede en la exclusiva calle Serrano de Madrid y el propio Gorka Villar es el administrador único de la compañía. Según el auto del juez de la operación Soule, la empresa Sport Advisers fue la principal beneficiaria de los excesos cometidos por Ángel María Villar en la administración del patrimonio y los recursos de la RFEF.

### Confederación Sudamericana de Fútbol
En 2011, Gorka Villar comenzó a trabajar para la Confederación Sudamericana de Fútbol (Conmebol), primero en calidad de asesor y, en 2014, como director general. El presidente de la Conmebol y vicepresidente de la FIFA, Eugenio Figueredo, que fue arrestado en Zúrich (Suiza) en el caso de corrupción conocido como Caso Fifagate declaró, ante las autoridades judiciales uruguayas, sobre las prácticas corruptas que salpicaban a decenas de dirigentes deportivos, Gorka Villar entre ellos. En 2013, Gorka Villar fue acusado de extorsión por siete clubes uruguayos que denunciaban la venta a la baja de los derechos audiovisuales de la Copa Libertadores y la Copa Sudamericana. Gorka Villar tuvo el apoyo de su padre, Ángel María Villar, que entonces también era vicepresidente de la FIFA, para presionar a los clubes a retirar las denuncias.

### Operación Soule
Se conoce como Operación Soule la investigación dirigida por el magistrado de la Audiencia Nacional, Santiago Pedraz Gómez, contra el presidente de la RFEF, Ángel María Villar, y su hijo, Gorka Villar, por presunta corrupción. El soule era un deporte de pelota que tiene su origen en el siglo XII y es considerado un antecedente del fútbol y del rugby. Según el auto del juez Pedraz, Gorka Villar era un gestor en la sombra que, sin ostentar ningún cargo, tenía un cierto control de la Federación, disponía de medios humanos y materiales, tomaba parte en las relaciones internacionales de la entidad y participaba en la organización de partidos amistosos de la selección española. De las conversaciones telefónicas intervenidas entre Gorka Villar y Ángel María Villar, se deducía la decisiva intervención de Gorka Villar en la preparación de documentos sobre diversos temas y en el diseño de los órganos directivos de la RFEF.